# Puerto Vilelas
Pour les articles homonymes, voir Miraflores.
Puerto Vilelas, ou simplement Vilelas, est une localité argentine située dans la province du Chaco et dans le département de San Fernando.

## Toponymie
Le nom de la localité évoque le groupe aborigène des vilelas, natifs de la province de Tucumán qui, poussés par les Espagnols, ont fini par s'installer sur la côte du río Paraná à la fin du XIXe siècle. Elle était autrefois connue sous le nom de Barranquitas, en raison de sa proximité avec Barranqueras.

## Histoire
Un rapport de 1945 du gouverneur du Chaco indique que la localité a été fondée en 1916 par Gaspar de Nicola, lorsque la municipalité de Resistencia a accepté la proposition de bâtir sur des terres qui lui appartenaient. Cependant, la version la plus acceptée indique qu'elle a été constituée par les familles des employés de la Compañía Productora de Tanino Z, créée en 1917, dans le cadre du processus d'industrialisation du Chaco autour de l'exploitation des forêts natives de quebrachos.

## Démographie
La localité comptait 8 278 (Indec, 2010), ce qui représente une augmentation de 8,6 % par rapport aux 7 617 habitants (Indec, 2001) du recensement précédent. Dans la municipalité, le total s'élevait à la 8 455 (2001).
Vilelas est la localité la moins peuplée des 4 qui composent la Gran Resistencia, un fait lié à la petite surface habitable de la commune.

## Personnalités liées à la commune
- Gastón Verón (2001-), footballeur né à Puerto Vilelas.

## Religion
| Archidiocèse | Resistencia             |
| ------------ | ----------------------- |
| Paroisse     | Nuestra Señora de Itatí |